# Fairey Seafox

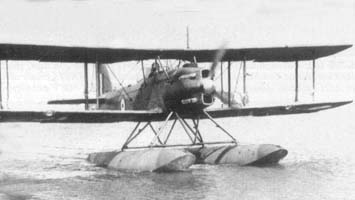
Fairey Seafox

Le Fairey Seafox est un avion de reconnaissance embarqué britannique utilisé au début de la Seconde Guerre mondiale.

## Histoire
Le prototype de ce petit biplan vola en mai 1936 et sa production continua jusqu'en 1938. Il fut admis au service actif le 23 avril 1937. 
Hydravion biplace doté d'une structure entièrement métallique avec l'observateur placé dans une cabine fermée, il était muni d'ailes repliables pour faciliter son utilisation.
Lancé par catapulte, il servit jusqu'à l'arrivée des porte-avions d'escorte. Parmi ses actions, on compte la bataille du Rio de la Plata en décembre 1939 au cours de laquelle le cuirassé allemand Admiral Graf Spee finit par se saborder.